# فان (كاليفورنيا)
فان (بالإنجليزية: Vann, California)‏ هي منطقة سكنية تقع في الولايات المتحدة في مقاطعة ليك، كاليفورنيا.  يقدر عدد سكانها   وترتفع عن سطح البحر 459 متر.